# Rue du Docteur-Leroy
Ne doit pas être confondu avec Rue du Docteur-Leray.
La rue du Docteur-Leroy est une voie de la commune française du Mans. 

## Situation et accès
Elle est l'une des principales artères piétonne donnant accès au quartier historique de Saint-Nicolas située dans le secteur centre. C'est l'une des rues les plus fréquentées du centre-ville, grâce à son marché et à sa vie nocturne bon enfant.

## Origine du nom
Elle honore le docteur Leroy connu pour être le  médecin des pauvres.

## Historique
La rue du Docteur-Leroy fut longtemps connue sous la dénomination de rue des Puits-de-Quatre-Roues. La raison en est la présence des quatre poulies du puits dont elle était équipée à son débouché, c'est-à-dire tout en haut de la rue nationale. Ce dernier était très populaire jusqu’au XIXe siècle, car les voyageurs y faisaient boire leurs chevaux à l’aide d’auges en pierres disposées alentour, exprès pour l’occasion.
Ensuite, elle fut appelée « rue de la Poste » à cause de la présence dès 1834 du deuxième bureau de la ville après celui de mairie, à l’époque même où la ville vit une expansion relativement forte. C’est seulement en 1925 que cette voie pris le nom de « rue du Docteur-Leroy ». 
Le quartier fut autrefois réputé pour son commerce car il possédait une forte attractivité et un passage de voyageurs assez soutenu. La rue débouchait sur la place des halles et menait alors vers ce qu’on appelait communément les rues basses, soit aujourd’hui la rue nationale et l'ensemble des rues menant à Pontlieue. 
Au début du XIXe siècle, aucune rue n’y débouche, elle est composée d’une seule traite en un bâti continu. La rue d’Alger ne vient déboucher dans cette rue qu’en 1870. Ses caractéristiques historiques tiennent surtout aux immeubles qui la composent. Ils sont particulièrement des XVIIIe, XIXe et XXe siècles. Cependant, et c’est là tout son intérêt, la plupart de son architecture du dix-huitième a pu être conservée. Son tracé est en forme de courbe et cela a pour résultat de faire apparaître des décrochés de façade. Une prescription d’alignement est prise à la fin du XVIIIe siècle. Les reconstructions ont été rares dans la rue, d’où la conservation d’une bonne partie du patrimoine. La rue possède toujours une vocation commerçante et à dominante piétonnière. 4 décrochements de façade ont été maintenus avec quelques différences de hauteur. 

## Bâtiments remarquables et lieux de mémoire

### Les immeubles duXVIIIesiècle
Les façades bourgeoises sont caractérisées par des formes d’encadrement de baies légèrement contrées avec un arrondi de balconnet posé sur un appui entièrement mouluré ; les deux allant de pair. Les fenêtres sont très hautes, non pour un souci esthétique, mais pour recevoir la lumière du mieux possible. Les portes cochères sont toutes couvertes d'un arc plein cintre ou surbaissé, le plus souvent situé en plein centre de la largeur de l'immeuble. Les maisons sont rarement plus hautes qu'un seul étage, elles comportent trois ou quatre travées avec la porte cochère. L'aspect de ces édifices est souvent trapu car assez bas et imposants.  